# Shpëtim Idrizi
Shpëtim Idrizi (ur. 7 lipca 1967 w Tiranie) – albański ekonomista, działacz na rzecz praw człowieka, przewodniczący Partii na rzecz Sprawiedliwości, Integracji i Jedności, z jej ramienia deputowany do Zgromadzenia Albanii.

## Życiorys
Pochodzi z rodziny o tradycjach patriotycznych. W latach 1987–1991 studiował na Wydziale Ekonomii Uniwersytetu Tirańskiego.
Od czerwca do listopada 1991 był szefem gabinetu ministra finansów. Od stycznia 1992 do lutego 1993 pracował w Narodowej Agencji Prywatyzacji (Agjencia Kombëtare e Privatizimit), przez którą następnie został wyznaczony na stanowisko inspektora nadzoru.
Od kwietnia 1994 do lipca 2002 był administratorem firmy MOBIL SPECIAL L.t.d. W sierpniu 2002 został mianowany przez Ministerstwo Finansów na przewodniczącego Generalnej Dyrekcji Podatkowej, a w sierpniu 2003 został przewodniczącym Generalnej Dyrekcji Celnej.
W 2005 roku został deputowanym do Zgromadzenia Albanii, uzyskując reelekcję w latach 2009 i 2013; od 2011 roku reprezentował Partię na rzecz Sprawiedliwości, Integracji i Jedności, której jest przewodniczącym. 10 grudnia 2012 roku wraz z Dashamirem Tahirim przedstawił w parlamencie rezolucję, w której zażądano od Grecji reparacji w wysokości 10 miliardów euro za wypędzenie Czamów w latach 1944-1945 przez partyzantów z EDES i ELAS.

## Życie prywatne
Z etniczności jest Czamem, praktykuje islam.